# Mildbraediodendron excelsum
Genre
Espèce
Classification phylogénétique
Synonymes
- Mildbraediodendron excelsa Harms[2]

Mildbraediodendron excelsum est une espèce de plantes à fleurs dicotylédones de la famille des Fabaceae, sous-famille des Faboideae. C'est un arbre originaire d'Afrique tropicale. C'est l'unique espèce acceptée du genre Mildbraediodendron (genre monotypique).

## Description
Mildbraediodendron excelsum est un arbre à feuilles caduques avec une couronne ouverte et étalée ; il peut atteindre une hauteur de 20 à 50 m. Le tronc cylindrique, droit ou légèrement sinueux, peut être dépourvu de branches jusqu'à 20 mètres et mesurer jusqu'à 75 cm de diamètre ; il possède des contreforts ailés pouvant atteindre 3 mètres de haut.

## Utilisation
L'arbre produit un bois de bonne qualité, lourd et durable, dont on dit qu'il a des chances d'être exploité commercialement. Il est parfois planté pour fournir de l'ombre dans les plantations, et a été cultivé à titre expérimental dans des plantations de bois ; il est également cultivé comme plante ornementale.

## Étymologie
Le nom générique, « Mildbraediodendron », est un hommage à Gottfried Wilhelm Johannes Mildbraed (1879-1954) explorateur, botaniste et  collecteur de plantes allemand, avec le suffixe grec, δένδρον (-déndron), « arbre ». 